# Funiculaire de la Cure d’Air

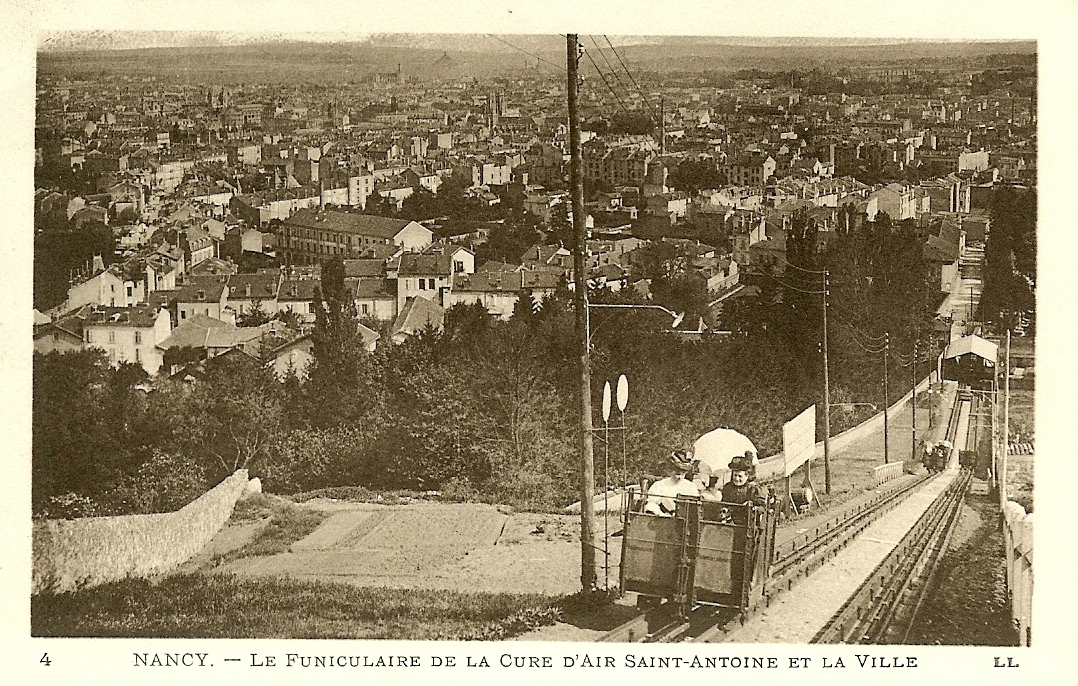
Funiculaire de la Cure d’Air (um 1905)

Der Funiculaire de la Cure d’Air war eine von 1905 bis 1914 betriebene Kabelbahn in der französischen Stadt Nancy.

## Geschichte

Blick von der Tal- zur Bergstation

Im Jahr 1901 wurde auf der Anhöhe Haut-de-Chèvre oberhalb von Nancy das Kurhaus und Sanatorium Maison de convalescence Cure d’Air Saint-Antoine, von einem Park umgeben, errichtet. Die als Parc de la Cure d’Air bezeichnete, auf 314 m Höhe angelegte Parkanlage, die gute Luft, eine sonnige Lage und einen großartigen Blick auf Nancy bot, wurde bald zum Ziel zahlreicher Spaziergänger. Für Fußgänger war der 25.000 m² große Park über eine lange Treppe mit 152 Stufen zu erreichen.
Im Jahr 1904 beschlossen die Aktionäre der Société anonyme la Cure d’Air Saint-Antoine, der der Park gehörte, jenen durch eine Standseilbahn besser zu erschließen. Im Zeitraum eines Jahres wurde das Projekt, dessen Kosten sich auf ca. 60.000 Francs beliefen, fertiggestellt. Realisiert wurde indes keine klassische Standseilbahn, sondern eine Kabelbahn mit einer Technik ähnlich den Cable Cars in San Francisco. Dieses System erlaubte es, die Zahl der eingesetzten Fahrzeuge jener der Fahrgäste entsprechend anzupassen. Planung und Durchführung des Projekts oblagen dem Ingenieur G.-E. Bernardet aus Nancy. Am Sonntag, den 23. April 1905 wurde die Bahn eingeweiht. Bis zu 1700 tägliche Fahrgäste wurden gezählt, bei einem Maximum von 15.000 Fahrgästen im Monat. Während der Stoßzeiten konnte alle 45 Sekunden ein Wagen in Bewegung gesetzt werden. Für eine Bergfahrt mussten 0,15 Francs, für die Talfahrt 0,10 Francs bezahlt werden. Die Hin- und Rückfahrkarte kostete 0,20 Francs.
Am 31. Mai 1908 kam es zu einem Unfall, als sich bei der Talfahrt ein Wagen vom Kabel löste und das ihm vorausfahrende Fahrzeug rammte. Der Tod einer jungen Frau sowie sieben Verletzte waren zu beklagen. Kurz nach dem Ausbruch des Ersten Weltkriegs wurde der Betrieb eingestellt und danach nicht wieder aufgenommen. Die verbliebenen Reste der Anlagen wurden in den 1960er Jahren entfernt.

## Technik und Fahrzeuge
Die Strecke überwand einen Höhenunterschied von 48 m, sie war 229 m lang und wies eine maximale Steigung von 29 % auf. Die Berg- und die Talstation lagen in der Horizontalen.
Die Anlage bestand aus zwei parallelen, voneinander unabhängigen Gleisen mit einer Spurweite von 750 mm, der Gleismittenabstand betrug 1,95 m. Die Vignolschienen waren auf Längsschwellen aus Eichenholz verlegt, die alle zwei Meter durch eine ebensolche Querschwelle miteinander verbunden waren.
Mittig zwischen den Schienen lief das endlose, permanent umlaufende Zugseil, das an den Stationen mittels Rollen von einem Gleis auf das andere geführt wurde. Die Rolle in der Bergstation wurde von einem Elektromotor bewegt, der mit einer Gleichspannung von 440 V aus dem Stadtnetz versorgt wurde und 25 kW leistete. Die gleich große Rolle in der Talstation war auf einen auf Schienen stehenden Wagen montiert und mit einem Gegengewicht von 1200 kg, das die Spannung des Zugseils aufrechterhielt, ausgestattet. Die Antriebsrolle wurde, bei Stromausfall, durch eine elektromechanische Bremsvorrichtung automatisch angehalten, sie konnte aber auch manuell abgebremst werden. Waren mehr Fahrgäste bergab als bergauf unterwegs, arbeitete der Motor als Generator und speiste Strom in das Netz zurück.
Das Zugseil bestand aus zwei übereinanderliegenden, 24 mm starken Stahlseilen, die in regelmäßigen Abständen von rund 1,50 m mit flachen Doppelschellen – als Ringe bezeichnet – aneinander fixiert waren. Diese Ringe griffen in Aussparungen der Antriebsrolle ein, mit der die Seile selbst daher nicht in Berührung kamen und somit weitgehend verschleißfrei blieben. Jeder zweite dieser Ringe wies eine kleine Laufrolle mit beiderseitigen Spurkränzen auf, mit der er auf einer dritten Schiene innerhalb des Gleises ruhte. In diese Ringe konnten die Wagen ein- und wieder ausgeklinkt werden, wobei das Ausklinken bei Erreichen der Stationen automatisch geschah, das Einklinken zur Abfahrt durch einen Mitarbeiter erfolgte.
An den Stationen wurden die Wagen mit einer Art quer zu den Gleisen verlaufendem Förderband vom ankommenden auf das abgehende Gleis gebracht. An der Bergstation existierten eine zweigleisige Wagenremise und eine Werkstatt, an der Talstation gab es ebenfalls zwei Abstellgleise. In jeder Station waren zwei Angestellte beschäftigt.
Die Anlage war für maximal 20 Wagen ausgelegt. Eingesetzt wurden zehn offene Wagen in Holzbauweise, die jeweils sechs Sitzplätze aufwiesen. Im Normalfall wurden sie mit der maximal möglichen Geschwindigkeit von 1 m/s bewegt. Jeder Wagen verfügte über einen eigenen Sicherheitsmechanismus, ähnlich der Fangvorrichtung von Fahrstuhlkabinen.